# Цытович, Митрофан Феофанович
Митрофан Феофанович Цытович (4 июня 1869, Могилёвская губерния — 3 декабря 1936, город Саратов) ― русский и советский врач-оториноларинголог, доктор медицины, профессор.

## Биография
Митрофан Цытович родился 4 июня 1869 года в Могилёвской губернии, в семье православного священника. После окончания гимназии поступил в Императорскую медико-хирургическую академию, которую закончил в 1895 году с отличием. Служил младшим врачом в 161-м пехотном Александровском полку. В сентябре 1903 года Митрофана Феофановича командировали в ИМХА для усовершенствования, но в Сибири была эпидемия сыпного тифа, он выехал в город Омск в должности старшего врача 2-го Семипалатинского Сибирского пехотного полка и в его составе М. Ф. Цытович прибыл на Маньчжурский театр военных действий. Митрофан Феофанович участвовал в Русско-Японской войне (1904—1905). Митрофан Цытович, работая в боевой обстановке, проявил себя талантливым организатором, был награждён всеми орденами с «мечами» до Владимира IV степени. В ноябре 1905 года Цытович прибыл в ИМХА, занимался научными исследованиями. В Петербурге под руководством академика Н. П. Симановского Митрофан Феофанович специализировался в клинике оториноларингологии ИМХА. После защиты докторской диссертации на тему «К вопросу о дыхательных и пульсаторных движениях барабанной перепонки», в которой доказал, что колебания атмосферного давления в барабанной полости и пульсация кровеносных сосудов ее слизистой оболочки отражаются и обусловливают экскурсии барабанной перепонки, в 1907 году конференцией ИМХА был удостоен степени доктора медицины. Изучение нарушений барорежима в барабанной полости при некоторых заболеваниях, определяемых методом ушной манометрии, позволило Митрофану Феофановичу Цытовичу описать симптом аномалии движения барабанной перепонки при отосклерозе, который впоследствии был назван его именем. Митрофан Феофанович в 1908—1914 годы работал в ИМХА в должности приват-доцента, потом был доцентом кафедры оториноларингологии. В период работы в ИМХА Цытович посетил ведущие клиники Европы.
С 1914 года Митрофан Феофанович работал профессором клиники болезней уха, горла и носа Императорского Николаевского университета (после революции 1917 года Саратовского государственного университета им. Н. Г. Чернышевского), затем был заведующим кафедрой болезней уха, горла и носа.
С 1930 года Цытович Митрофан Феофанович был первым директором организованного по его инициативе в Саратове Научно-исследовательского института физиологии верхних дыхательных путей и уха, которым руководил до 1936 года.
В 1917 году в городе Саратове по его инициативе открылось самостоятельное научное общество оториноларингологов, Цытович был его бессменным председателем (в последующем обществу присвоено его имя). Позже имя профессора Митрофана Феофановича Цытовича присвоено аудитории клиники оториноларингологии Саратовского государственного медицинского университета, в которой установлена мемориальная доска.
Является автором свыше 115 научных работ, посвящённых вопросам профилактики болезней уха, горла и носа, оторино-ларингологической патологии детского возраста, хлоротерапии и др. Митрофан Феофанович описал приём выявления фистулы ушного лабиринта, известный в литературе как опыт Цытовича. В ЛOP-практике М. Ф. Цытович впервые применил местную кокаиноадреналиновую анестезию. Митрофан Цытович является автором учебника для студентов медицинских институтов «Болезни уха, носа и горла», выпущенный в 1922 году и выдержавший 8 изданий. В 1926—1935 годы Митрофан Феофанович Цытович — ответственный редактор и член редколлегии журнала «Вестник риноларингоотиатрии». Митрофан Феофанович был почётным членом ряда научных обществ.
М. Ф. Цытович скончался 3 декабря 1936 года в городе Саратове.

## Награды, чины[3]
- Орден Святого Станислава 2-й степени с мечами
- Орден Святой Анны 2-й степени с мечами
- Орден Святого Владимира 4-й степени с мечами

Чины:
- Коллежский советник (1914)

## Труды[2]
- К вопросу о дыхательных и пульсаторных движениях барабанной перепонки, дисс., Спб., 1907.
- Полный фистульный симптом, механизм его возникновения, Вестн. ушн., горл, и нос. бол., май, с. 458, 1912.
- Роль заболеваний верхних дыхательных путей в профилактической медицине, Вестник риноларингоотиатр., № 2, с. 3, 1926.
- Патогенез и терапия хронических заболеваний верхних дыхательных путей, Вестн. оторино-арингол., № 1, с. 16, 1936.